# Robert John "Mutt" Lange
Robert John "Mutt" Lange (født 11. november 1948 i Mufulira i Zambia) er en britisk pladeproducer, sangskriver og musiker. "Mutt" Lange er en af musikbranchens mest succesfulde producere, og har produceret og skrevet bestsælgere for band og artister som AC/DC, Def Leppard, Bryan Adams, Tina Turner, Shania Twain, Foreigner, The Cars, Billy Ocean og The Corrs.
"Mutt" Lange blev født i det tidligere Nordrhodesia, det nuværende Zambia. Han gik i skole i Sydafrika, og flyttede senere til England. I 1976 begyndte han sin karriere som pladeproducer, og hans gennembrud var singlen "Rat Trap" for Boomtown Rats i 1978. Det store verdensomspændende gennembruddet kom året efter, med AC/DCs album Highway to Hell i 1979. Han producerede yderligere to album for AC/DC, Back in Black i 1980 og For Those About to Rock We Salute You i 1981.
Lange blev nu en eftertragtet producer. Han producerede og skrev sange sammen med Def Leppard på albumene High 'n' Dry, Pyromania, Hysteria og Adrenalize. I 1990'erne producerede han Bryan Adams' album Waking Up the Neighbours samt Adams' album fra 2008, 11. Han producerede og skrev sange til sin daværende kone Shania Twains album The Woman in Me, Come on Over og Up!.

## Diskografi

### Som producer

#### Album hvor Lange har produceret mindst tre spor
- City Boy – City Boy, 1976
- City Boy – Dinner at the Ritz, 1976
- Graham Parker – Heat Treatment, 1976
- Supercharge – Local Lads Make Good, 1976
- City Boy – Young Men Gone West, 1977
- Clover – Love On The Wire, 1977
- Clover – Unavailable, 1977
- Supercharge – Horizontal Refreshment, 1977
- The Boomtown Rats – The Boomtown Rats, 1977
- The Rumour – Max, 1977
- Savoy Brown – Savage Return, 1978
- Michael Stanley Band – Cabin Fever, 1978
- City Boy – Book Early, 1978
- Outlaws – Playin' to Win, 1978
- Boomtown Rats – A Tonic for the Troops, 1978
- Deaf School – English Boys/Working Girls, 1978
- City Boy – The Day the Earth Caught Fire, 1979
- The Records – Shades In Bed, 1979
- Supercharge – Body Rhythm, 1979
- Boomtown Rats – The Fine Art of Surfacing, 1979
- AC/DC – Highway to Hell, 1979
- Broken Home – Broken Home, 1979
- AC/DC – Back in Black, 1980
- AC/DC – For Those About to Rock We Salute You, 1981
- Def Leppard – High 'n' Dry, 1981
- Foreigner – 4, 1981
- Def Leppard – Pyromania, 1983
- The Cars – Heartbeat City, 1984
- Loverboy – Lovin' Every Minute Of It, 1986
- Def Leppard – Hysteria, 1987
- Romeo's Daughter – Romeo's Daughter, 1988
- Billy Ocean – Tear Down These Walls, 1989
- Bryan Adams – Waking Up the Neighbours, 1991
- Def Leppard – Adrenalize (executive producer), 1992
- Michael Bolton – The One Thing, 1993
- Stevie Vann – Stevie Vann, 1995
- Bryan Adams – 18 til I Die, 1996
- Shania Twain – alle sange bortset fra "Leaving Is the Only Way Out" på The Woman in Me, 1995
- Shania Twain – Come on Over, 1997
- The Corrs – In Blue, 2000
- Shania Twain – Up!, 2002
- Shania Twain – Greatest Hits, 2004
- Nickelback – Dark Horse, 2008
- Maroon 5 – Hands All Over, 2010
- Muse – Drones, 2015
- Ashley Clark – Ashley Clark, 2015

#### Album hvor Lange har produceret et eller to spor
- Stephen – Right On Running Man, 1974/5
- XTC – ”This Is Pop” (singelversjon), 1978
- Huey Lewis and the News – ”Do You Believe in Love”, Picture This, 1982
- Billy Ocean – Suddenly, 1984
- Billy Ocean – Love Zone, 1986
- Tina Turner – What's Love Got to Do with It, 1993
- Celine Dion – All The Way...A Decade Of Song, 1999
- Backstreet Boys – Backstreet's Back, 1997
- Backstreet Boys – Millennium, 1999
- Celine Dion – A New Day Has Come, 2002
- Bryan Adams – Room Service, 2004
- Bryan Adams – 11, 2008
- Anne Murray – Anne Murray Duets: Friends & Legends, 2007
- Tara Blaise – Great Escape (”Make You”), 2008
- Lady Gaga – Born This Way, 2011
- Zander Bleck – Bring It On, 2012[1]
- Bryan Adams – So Happy It Hurts, 2022

### Som sangskriver
- Jessica Andrews – ”I'll Take Your Heart” på Heart Shaped World, 1999
- Backstreet Boys – ”If You Want It To Be Good Girl (Get Yourself A Bad Boy)” på Backstreet's Back, 1997
- Backstreet Boys – ”It's Gotta Be You” på Millennium, 1999
- Blackhawk – ”I'm Not Strong Enough to Say No” på Strong Enough, 1995
- Billy Ray Cyrus – ”Only God (Could Stop Me Loving You)” på Storm in the Heartland, 1994
- Bonnie Tyler – ”I Cry Myself To Sleep At Night” på Angel Heart, 1992
- Britney Spears – ”Don't Let Me Be the Last to Know” på Oops!… I Did It Again, 2000
- Def Leppard – ”Promises”, ”All Night” og ”It's Only Love” på Euphoria, 1999
- Diamond Rio – ”I Thought I'd Seen Everything” på Unbelievable, 1998
- Emerson Drive – ”Only God (Could Stop Me Loving You)” på Emerson Drive, 2002
- Starship – ”I Didn't Mean To Stay All Night” på Love Among the Cannibals, 1989
- Jonas Brothers – ”I'm Gonna Getcha Good!” på Jonas Brothers: The 3D Concert Experience, 2009
- Heart – "Wild Child” og ”All I Wanna Do Is Make Love To You” from Brigade, 1990
- Heart – "Will You Be There (In The Morning)” på Desire Walks On, 1993
- Huey Lewis and the News – ”Do You Believe In Love” på Picture This, 1982
- Huey Lewis and the News – ”It Hit Me Like a Hammer” på Hard at Play, 1991
- Lonestar – ”You Walked In” på Crazy Nights, 1997
- Loverboy – ”Lovin' Every Minute of It” på Lovin' Every Minute of It, 1985
- Reba McEntire – ”I'll Take Your Heart” på Moments and Memories: The Best of Reba (kun på den australske utgivelsen), 1998
- Eddie Money – ”Heaven In The Back Seat” på Right Here, 1991
- PJ Powers – ”(Let That) River Roll” på Thandeka Talk To Me, 2001
- Chrissy Steele – ”I Cry Myself To Sleep At Night” på Magnet To Steele, 1991
- Steps – ”Stay With Me Tonight” (innspilt som ”Stay With Me”) på Step One, 1998
- Tina Turner – Why Must We Wait Until Tonight på What's Love Got to Do with It, 1993
- Lari White – ”Only God (Could Stop Me Loving You)” på Stepping Stone, 1999 (duett med Toby Keith)
- The Corrs – ”Breathless”, ”All the Love in the World” og ”Irresistible” alle på In Blue

## Grammy Awards
- 1991 – "(Everything I Do) I Do It for You" – Bedste sang originalskrevet for film eller TV-program
- 1995 – The Woman In Me – Bedste Country-album
- 1998 – "You're Still the One" – Bedste Country-sang
- 1999 – "Come on Over" – Bedste Country-sang
- 2016 – Drones – Best Rock Album[2]